# Nueva Esparta
Nueva Esparta ist ein 1909 gegründeter Bundesstaat Venezuelas. Er besteht aus den Inseln Isla Margarita, Coche und Cubagua. Die Inseln des Bundesstaates zählen zu den Kleinen Antillen und gehören zu den Inseln unter dem Winde.
Der Name Nueva Esparta, spanisch für ‚Neu-Sparta‘, erinnert an die Stadt Sparta auf der griechischen Halbinsel Peloponnes. Mit der Benennung soll der Heldenmut der Inselbewohner während der Unabhängigkeitskriege gewürdigt werden.

## Topographische Aspekte
Die Hauptinsel Margarita wird in einem eigenen Artikel behandelt.
Die beiden Inseln Coche und Cubagua ragen nur wenig über den Meeresspiegel. Die Inseloberflächen sind teilweise, durch Regenfälle und den daraus resultierenden Abfluss des Regenwassers in Bächen, stark zerklüftet. Die Küstenlinie ist zumeist steil. Die sie umgebenden Gewässer, die die kontinentale Landmasse bedecken, sind flach.
Die karge Vegetation Coches und Cubaguas (und auch der zu Margarita gehörenden Halbinsel Macanao) besteht weitestgehend aus Kakteen und niedrigen Büschen. Sie ist die logische Konsequenz des Fehlens natürlicher Wasserreservoirs und geringer und unregelmäßiger Niederschläge.

## Geschichte
Aus geschichtlicher Sicht spielt neben Margarita nur Cubagua eine Rolle. Seit den 1950er Jahren finden hier Ausgrabungen der 1528 von Cristóbal Guerra gegründeten Festung La Villa de la Nueva Cádiz statt. Cristóbal Guerra avancierte später zum Synonym der Unterdrückung der Indigenen Bevölkerung Südamerikas durch die spanischen Conquistadores. Der frühere Perlenreichtum der Gewässer um Nueva Esparta führte zum Beinamen Margaritas La perla del Caribe und zum Tode vieler Ureinwohner, die unter dem Zwang der Conquistadores nach Perlen tauchen mussten.

## Ökonomie und Bevölkerung
Cubagua ist bis auf einige Fischerhütten, die zumeist nicht durchgängig benutzt werden, unbewohnt. Coche hat einige kleinere Siedlungen und Hotels und ist ein Geheimtipp unter Kite-Surfern. Die Gesamtbevölkerung der beiden Inseln umfasst mehr als 8000 Menschen.

## Wichtige Gebäude
- Gefängnis von San Antonio

## Verwaltungsgliederung
Nueva Esparta setzt sich aus elf Bezirken (Municipios) zusammen, von denen einer auf der im Westen befindlichen Halbinsel Macanao und ein weiterer (Villalba) auf Coche liegt. Die spärlich bevölkerte Insel Cubagua gehört zum Bezirk Tubores.
| Antolín del Campo                   | 66    | 28.294  | La Plaza de Paraguachí      |
| Arismendi                           | 55    | 28.309  | La Asunción                 |
| Díaz                                | 141   | 71.466  | Parroquia San Juan Bautista |
| García                              | 89    | 68.490  | El Valle del Espíritu Santo |
| Gómez                               | 91    | 40.409  | Santa Ana                   |
| Maneiro                             | 38    | 48.952  | Pampatar                    |
| Marcano                             | 43    | 35.691  | Juan Griego                 |
| Mariño                              | 39    | 97.667  | Porlamar                    |
| Macanao1)                           | 320   | 26.423  | Boca de Río                 |
| Tubores2)                           | 207   | 36.924  | Punta de Piedras            |
| Villalba3)                          | 61    | 8.985   | San Pedro de Coche          |
| Nueva Esparta                       | 1.150 | 491.610 | La Asunción                 |
| 1) die westliche Halbinsel          |       |         |                             |
| 2) einschließlich der Insel Cubagua |       |         |                             |
| 3) besteht aus der Insel Coche      |       |         |                             |

## Bildergalerie

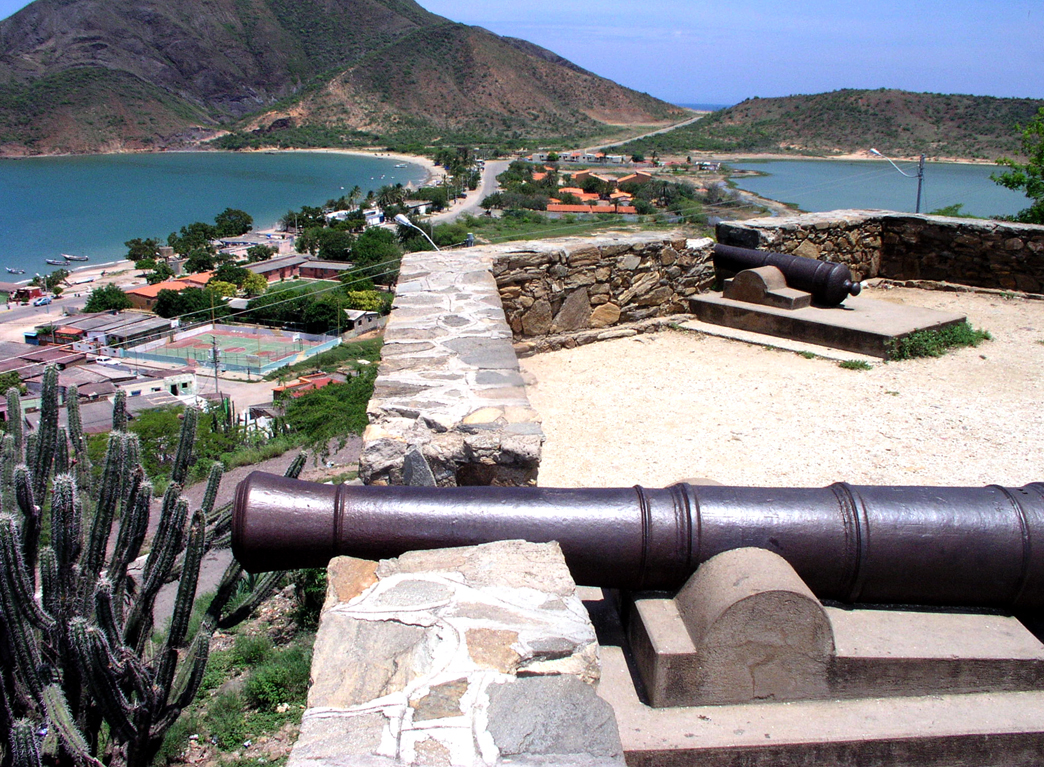
Das Fortín (kleines Fort) La Galera
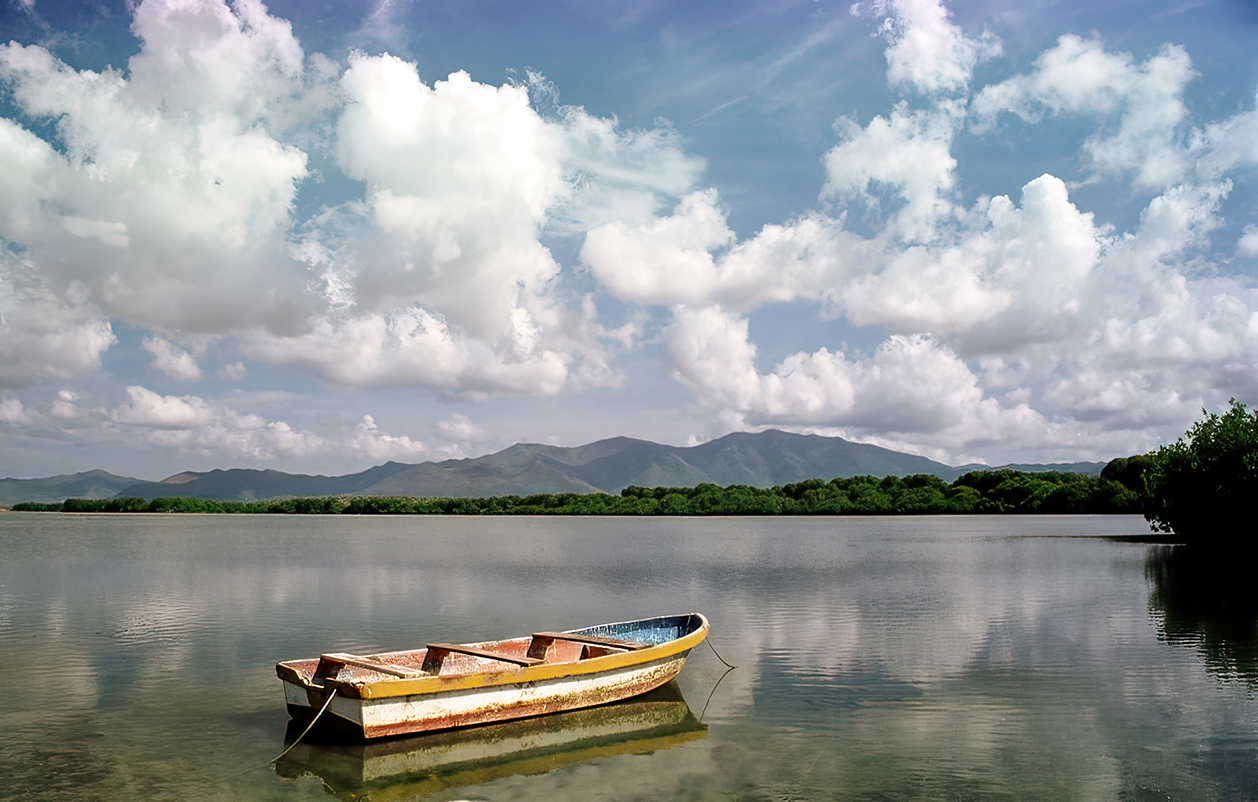
Die Laguna de las Marites
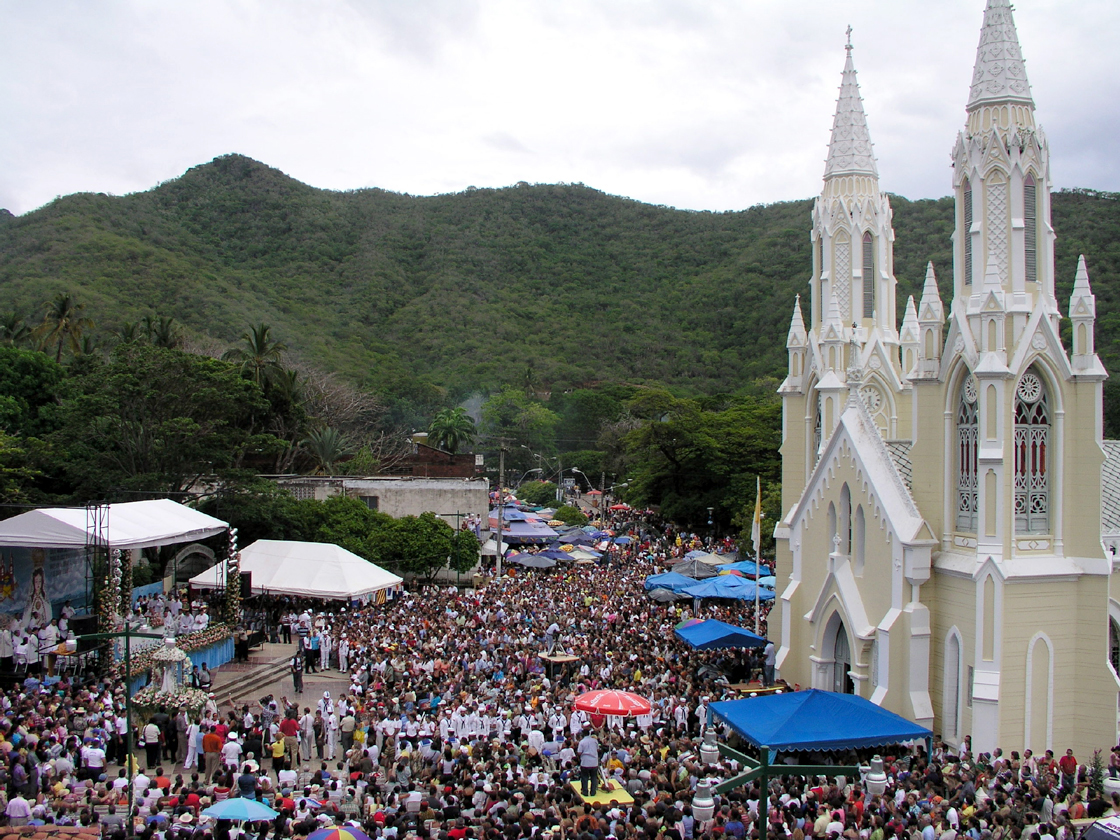
Fest zum Tag der "Virgen del Valle"; rechts: die Basilika "Nuestra Señora del Valle".
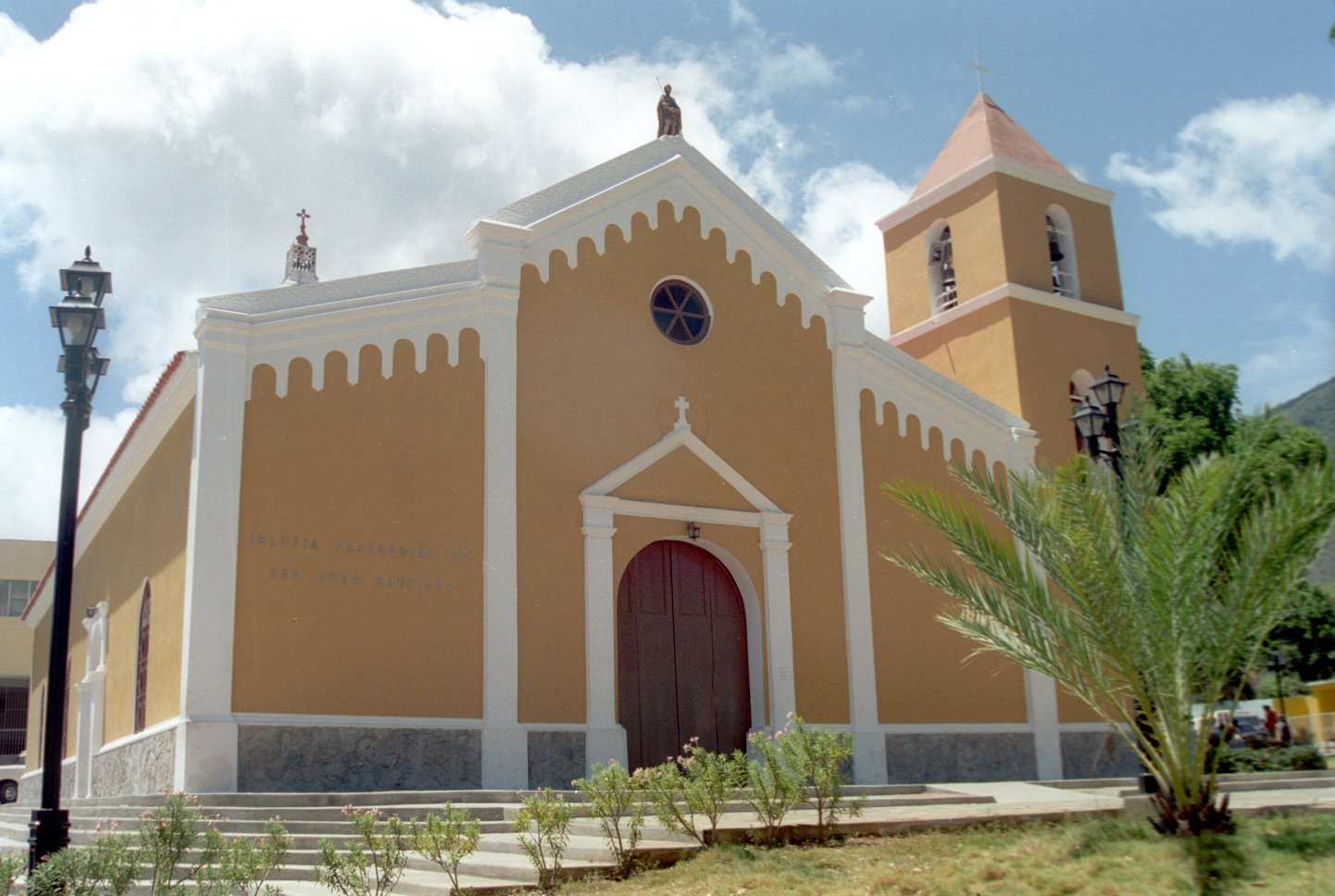
Die Kirche San Juan